# Sunita Danuwar
 (novembre 2023).
Sunita Danuwar est une militante népalaise pour les droits des femmes, notamment des femmes népalaises victimes de traite des êtres humains en Inde.

## Biographie

### Enfance
Sunita Danuwar naît de Ganga Ban et Chandrakala Ban à Kasidagh, dans le district de Dailekh, dans l'ouest du Népal. Elle ne va pas à l'école, mais son père lui apprend à lire et à compter. Ses parents ont perdu six enfants sur les dix qu'ils ont eu en raison de la pauvreté, de la malnutrition et de difficultés d'accès aux soins de santé. Quand elle a cinq ans, sa famille s'installe en Jammu-et-Cachemire, dans le Nord de l'Inde. Là, la famille construit une hutte sur un terrain loué et travaille dans des vergers et des fermes de culture de pommes de terre. Le père de Danuwar effectue aussi des missions de maçon et de charpentier.
Quand Danuwar a quatorze ans, son frère de deux ans son aîné disparaît, peut-être kidnappé par son oncle. La famille entend dire qu'ils ont peut-être été vus à Nainital. Ils décident donc de s'y installer. Auparavant, ils s'arrêtent un mois à Almora pour y travailler et économiser de quoi payer le voyage. Leur travail principal est de sortir des pierres de la rivière pour une carrière voisine.
Lors de la dernière nuit passée à Almora, la famille loue une chambre d'hôtel près de la gare routière pour ne pas rater le bus. Deux conducteurs de tracteurs dans la vingtaine, qui ont travaillé avec eux et proposé un travail à Danuwar, qui a toujours refusé, affirment se diriger eux aussi vers Nainital et leur offrent des laddus drogués,.

### Rapt, enfermement et libération
Danuwar se réveille à Bombay. Elle comprend rapidement qu'elle a été vendue à un bordel de la ville. Elle refuse catégoriquement de se plier aux règles de la maison. Un jour, elle revoit un de ses deux kidnappeurs, venu avec une enfant de neuf ans. Elle le frappe et est rapidement vendue à un autre bordel où on la soumet à un viol collectif par cinq hommes. Elle passe cinq mois enfermée dans un bâtiment avec une trentaine d'autres adolescentes népalaises interdites de discuter entre elles. Elles ont le droit de sortir et de discuter seulement si elles sont considérées comme résignées. Leurs clients peuvent être indiens ou étrangers, mais jamais népalais, ces derniers étant soupçonnés de vouloir libérer les jeunes femmes.
Le 5 février 1996, le gouvernement indien et sept associations népalaises organisent des raids dans de nombreux bordels, en sortant toutes les personnes de moins de 18 ans. Sur environ 200 Népalaises sauvées (sur un total de 484 femmes), 128 peuvent retourner au Népal avec un vol payé par l'acteur Sunil Shetty. Les autres sont refusées à la frontière, soit parce qu'elles n'ont pas de papiers d'identité, soit parce qu'elles ont le Syndrome d'immunodéficience acquise.
Danuwar reste à Katmandou. Elle écrit à son oncle à Dailekh, qui refuse de lui rendre visite. Elle se rend enfin à Dailekh, où elle découvre que ses parents sont morts mais que son frère et son oncle ont été retrouvés. Sa grande sœur lui dit que la famille n'ayant pas de photo d'elle, elle n'a pas pu la chercher.

### Shakti Samuha
À leur retour, Danuwar et quinze autres jeunes femmes fondent l'organisation Shakti Samuha (en). L'objectif est de sensibiliser la population, et notamment les femmes et filles, au risque de la traite des êtres humains.
En 2008, Danuwar devient membre du conseil d'administration de la Global Alliance Against Traffic in Women et intègre le conseil de direction de la fédération des ONG du Népal. En 2009 et 2010, elle est présidente de l'Alliance Against Trafficking in Women and Children in Nepal (AATWIN).
Après les séismes de 2015 au Népal, elle enjoint les femmes à se protéger et à ne pas faire confiance à des inconnus prétendant faire partie d'équipes de secours,. Elle est partenaire du projet Taught, not Trafficked (éduquées, pas trafiquées).

## Prix et distinctions
- 2013 : prix Ramon-Magsaysay pour le travail de Shakti Samuha contre la traite des femmes[réf. nécessaire]

- 2014 :
  - Finaliste du prix Roland Berger pour la dignité humaine[11]
  - Prix Child 10 contre le trafic d'enfants[12]

### Filmographie
- The Color of Brave, réalisé par Binod Adhikari, 2013